# مروان حمدی
مروان حمدی (عربی: مروان حمدي مهني عبد الحميد؛ زادهٔ ۱۵ نوامبر ۱۹۹۶) بازیکن فوتبال اهل مصر است.
وی همچنین در تیم ملی فوتبال مصر بازی کرده‌است.